# 丁仁 (弘治進士)
丁仁（1458年—？），字明德，直隶蘇州府常熟县人，民籍，明朝政治人物。

## 生平
成化十九年（1483年）癸卯科應天府鄉試第四十三名舉人。弘治十二年（1499年）中式己未科會試第一百二十八名，三甲第五名進士。歷官南京工部郎中，正德十四年（1519年）三月升广西布政司左参议。

## 家族
曾祖丁文俊；祖丁晟；父丁愷。母陈氏。具庆下。弟義、智、信。